# Колір шкіри людини

Розподіл кольору шкіри людей на землі виходячи з корінних популяцій

Колір шкіри у людини визначається, в основному, коричневим пігментом меланіном. Частка меланіну в шкірі обумовлена генетично, однак в рамках певного інтервалу вона залежить і від інтенсивності ультрафіолетового випромінювання, що потрапляє на шкіру. Другим важливим фактором, що визначає колір шкіри, є природа кровоносних судин, що знаходяться під нею. Залежно від міри їх розширення або, навпаки, звуження, спостерігається почервоніння або блідість.
Колір шкіри не однаковий по всьому тілу. Долоні і ступні містять мало меланіну, і тому шкіра на них світліша решти шкіри. Губи, як і слизові оболонки, червоного кольору, який їм надають кровоносні судини, розташовані відносно близько до тонкого і практично прозорого шару шкіри. Шкіра на кінчиках пальців, на вухах і на носі також трошки червонуваті, так як кровоносні судини також розташовані поруч з поверхнею. У жінок в районі сосків і у чоловіків в районі сосків і мошонки шкіра темніша внаслідок підвищеної концентрації меланіну.
Колір шкіри є результатом пристосування певної популяції до інтенсивності сонячного випромінювання в її географічному ареалі. Меланін при цьому виконує функції захисту від ультрафіолетового випромінювання сонця, без нього шкіра б старіла значно швидше, а також був би підвищений ризик захворювання на рак шкіри. Меланін запобігає впливу ультрафіолетового випромінювання, яке пошкоджує генетичний апарат клітини.
Перші люди виду Homo sapiens були темношкірими, що в умовах центральної і східної Африки забезпечувало захист від ультрафіолетового випромінювання. У частині популяцій, що переселилися з Африки в більш північні широти, закріпилася мутація, яка забезпечує більш світлий відтінок шкіри і кращий синтез вітаміну D. Існує також теорія про те, що депігментація сталася внаслідок принципової зміни в раціоні харчування (збільшення частки вуглеводів з переходом до сільського господарства близько 10 тис. років тому).
У жінок шкіра в середньому на 3-4% світліша, ніж у чоловіків. У альбіносів меланін відсутній повністю через генетичну мутацію. Внаслідок цього у них світла не тільки шкіра, але і волосся.
В сучасних популяціях з темною шкірою асоційовані варіанти SLC24A5 (G) і MFSD12 (T), зі світлою шкірою — варіанти SLC24A5 (А) і MFSD12 (С).
У геномі людини вісім ділянок особливо пов'язані з рівнем пігментації шкіри. Сім більш блідих варіантів шкіри з'явилися приблизно 270 тисяч років тому. Чотири з них виникли понад 900 тис. років тому. Дві мутації, пов'язані зі зниженою активністю гена MFSD12, знайдені у африканців з дуже темною шкірою, з'явилися близько 500 тис. років тому. Ген DDB1 грає важливу роль в ремонті ДНК після впливу ультрафіолету і, відповідно, знижує ризик меланоми. В африканських популяціях висока частота захисних алелей, і, як наслідок, меланома практично не зустрічається. Вчені виявили, що ген DDB1 за межами Африки знаходиться під сильним відбором. Мутації, асоційовані з темною шкірою в неафриканських популяціях почали вимиватися від 80 до 60 тисяч років тому. Мутація rs1426654 (A) в гені SLC24A5 на хромосомі 15, пов'язана зі світлою шкірою, поширена в Європі, Північній Індії, Пакистані, у деяких східноафриканських афроазійських популяцій в Ефіопії і Танзанії, які мають генетичний внесок з Південної Азії і з Близького Сходу, (28-50%), у південноафриканських банту і бушменів сан в Ботсвані (5-11%). В Євразії популяції з мутацією rs1426654 (A) розділилися близько 29 тис. років тому (від 31 до 28 тис. років тому). В Африку алель rs1426654 (A) потрапила в результаті потоку генів під час зворотної міграції неафриканців із Західної Євразії в Східну Африку > 5 тис. років тому (від 9 до 3 тис. років тому). Стародавні жителі Європи епохи палеоліту і мезоліту були темношкірими. Вперше гени SLC24A5 і SLC45A2, які призводять до депігментації та освітленню шкіри, були виявлені в останках древньої людини, що жила на території сучасної Швеції близько 7700 років тому. У гена MFSD12 виявлено варіант, який викликає його підвищену експресію і світлий колір шкіри. Він зустрічається лише у індіанців і у жителів Східної Азії.